# Рушевине гробљанске цркве у селу Доњи Јасеновик
Рушевине гробљанске цркве у селу Доњи Јасеновик, насељеном месту на територији општине Зубин Поток, на Косову и Метохији, представљају непокретно културно добро као споменик културе.
Село Доњи Јасеновик које је смештено пар километара северозападно од Зубиног Потока, постоји старо гробље са остацима цркве која је, по предању подигнута уочи Косовског боја. Ктитор је био војвода Радич чија је жеља била да у њој причести своју војску пред битку. Како је закаснио, легенда каже да је извршио самоубиство. Гроб са сломљеном надгробном плочом крај цркве управо се њему приписује, који је откопан 1956. године и у њему је нађен један прстен и мач.

## Основ за упис у регистар
Решење Покрајинског завода за заштиту споменика културе у Приштини, бр. 234 од 15. 4. 1971. г. Закон о заштити споменика културе (Сл. гласник СРС бр. 3/66).